# Yoshiwara (film)
Yoshiwara is een Franse dramafilm uit 1937 onder regie van Max Ophüls.

## Verhaal
De ouders van Kohana laten haar uit geldnood werken in het prostitutiegebied van Tokio. Daar ontmoet ze de Russische luitenant Serge Polenoff en de koelie Ysamo. De rivaliteit tussen beide mannen leidt tot een drama.

## Rolverdeling
| Acteur               | Personage        |
| -------------------- | ---------------- |
| Pierre Richard-Willm | Serge Polenoff   |
| Sessue Hayakawa      | Ysamo            |
| Michiko Tanaka       | Kohana           |
| Roland Toutain       | Pawlik           |
| Lucienne Le Marchand | Namo             |
| André Gabriello      | Pô               |
| Camille Bert         | Commandant       |
| Foun-Sen             | Geisha           |
| Philippe Richard     | Russisch attaché |
| Ky Duyen             | Geheim agent     |
| Georges Saillard     | Arts             |